# Makyta

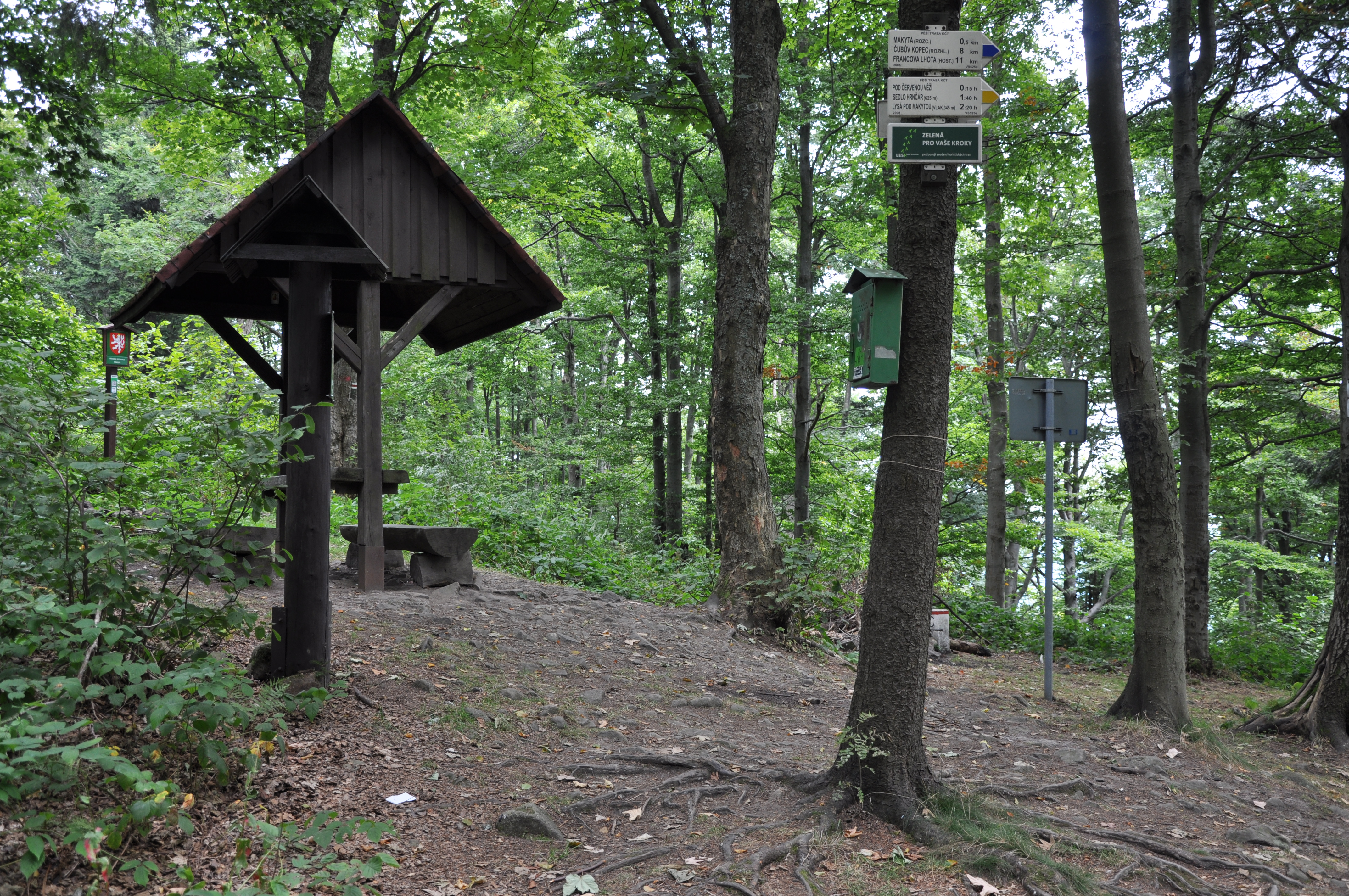
Szczyt Makyty

Makyta (923 m n.p.m.) – szczyt w głównym grzbiecie Jaworników w Karpatach Zachodnich, którym w tym miejscu biegnie dział wód Wagu i Morawy oraz granica państwowa czesko-słowacka.

## Położenie
Szczyt leży w zachodniej części głównego grzbietu Jaworników, który w tym miejscu biegnie dalej w kierunku południowo-zachodnim, lecz już ze znacznym odchyleniem ku południowi. Jego rozległy masyw jest ostatnim – idąc ku południowemu zachodowi – elementem łańcucha Jaworników. Na północnym wschodzie od centralnej części głównego grzbietu tych gór oddziela go odległa o 2,6 km przełęcz Papajské sedlo (691 m n.p.m.). Na południowym zachodzie długi na nieco ponad 10 km, systematycznie obniżający się grzbiet opada aż na Przełęcz Łyską (słow. Lyský priesmyk, cz. Lyský průsmyk), 510 m n.p.m.), oddzielającą Jaworniki od Białych Karpat.
Szeroko pojęty masyw Makyty zajmuje powierzchnię ok. 60 km², mniej więcej po połowie w Czechach i na Słowacji. Stoki czeskie (północno-zachodnie) znajdują się w gminach Huslenky i Valašská Senice w kraju zlińskim, natomiast stoki słowackie (południowo-wschodnie) znajdują się w gminach Lazy pod Makytou i Lysá pod Makytou w kraju trenczyńskim.

## Geologia
Prawie cały masyw Makyty zbudowany jest z różnorodnych skał osadowych, zaliczanych do fliszu karpackiego. Są to głównie piaskowce o różnym uziarnieniu i lepiszczu, zlepieńce, iłowce, margle i margliste łupki, pochodzące z paleocenu i eocenu. Kopułę szczytową budują głównie piaskowce i drobnoziarniste zlepieńce warstw luhaczowickich pochodzące ze środkowego eocenu.

## Charakterystyka
Masyw Makyty jest bardzo rozbudowany. Od szczytu we wszystkich kierunkach wybiegają długie 4–10 kilometrowe grzbiety, wysokości 600–800 m n.p.m., które niżej również rozgałęziają się wachlarzowato. Rozdzielają je głębokie, z reguły kręte i znacznie rozgałęzione doliny potoków. Wschodnią i południową część masywu odwadniają mniejsze i większe potoki, będące prawymi dopływami Bielej vody (dopływ Wagu). Część północną i północno-wschodnią odwadniają lewobrzeżne dopływy Górnej (Vsetinskiej) Beczwy. Część południowo-wschodnią masywu odwadnia również dopływ Górnej Beczwy, rzeka Senice, której źródła znajdują się na wysokości ok. 840 m n.p.m., prawie pod samym szczytem Makyty. Na północnym stoku kopuły szczytowej, na wysokości ok. 780 m n.p.m., znajduje się źródło siarczkowej wody mineralnej.
Górne partie góry tworzą rozległą i dość płaską wierzchowinę, rozciągającą się na wysokości 820–860 m n.p.m., z której w jej części wschodniej wystaje również nieco spłaszczona kopuła szczytowa góry.

## Przyroda i jej ochrona
Cały rozległy masyw Makyty jest w znacznej części zalesiony. Zwarte kompleksy leśne pokrywają zwłaszcza północną część masywu, podczas gdy w części południowej są one porozrywane przez stare osadnictwo polaniarskie: rodowe osiedla i „samoty”, otoczone dawnymi pastwiskami i łąkami kośnymi, sięgają lokalnie do wysokości 650–700 m n.p.m. (dotyczy to zwłaszcza doliny rzeki Senice). Dominują lasy bukowo-jodłowe z domieszką świerka, jawora, jarzębiny, lokalnie brzozy. Miejscami występują większe areały monokultur świerkowych. Wśród fauny masywu wyróżniają się trzy największe drapieżniki tej części Europy: niedźwiedź brunatny (co roku latem 1-2 osobniki), wilk (1 wataha, przechodnio) i ryś, które tędy migrują z terenów Słowacji na Morawy.
Cała czeska część masywu objęta jest ochroną w granicach CHKO Beskydy (czes. Chráněná krajinná oblast Beskydy), natomiast zdecydowana większość słowackich stoków masywu leży w granicach CHKO Kysuce (słow. Chránená krajinná oblasť Kysuce).

## Turystyka
Góra jest dostępna kilkoma szlakami turystycznymi, dość długimi, bo rozpoczynającymi się z reguły w miejscowościach u stóp masywu. Przez szczyt Makyty biegnie czerwono  znakowany szlak turystyczny z Pulčína (po stronie czeskiej) na Papajské sedlo. Na szczyt wyprowadzają również szlaki: niebieski  z Francovej Lhoty (po stronie czeskiej) oraz żółty  z Lysej pod Makytou i zielony  z osady Krivé w Lazach pod Makytou (po stronie słowackiej). W pobliże szczytu wyprowadza również po stronie czeskiej zielony  szlak z osady Huslenek zwanej Uherská (w dolinie potoku Zdĕchovka). Z racji dość długich dojść szczyt nie jest zbyt często odwiedzany. Istniejąca kiedyś na szczycie drewniana wieża jest od dawna zniszczona. Aktualny stan zalesienia sprawia, że nie oferuje on teraz praktycznie żadnych widoków. Na szczycie znajduje się zadaszony stół z ławami oraz puszka z książką wpisów.